# أندي تشانغ
أندي تشانغ (بالصينية: 张华创) هو لاعب غولف صيني، ولد في 14 ديسمبر 1997 في بكين في الصين.